# Vattenrätt
Vattenrätt är ett begrepp som inte är direkt definierat eller preciserat i lag eller internationell överenskommelse.
I begreppet vattenrätt brukar räknas in fastighetsägares rätt till vatten som ingår i eller är en del av en fastighet. I allmänhet gör man ingen skillnad på grundvatten och det vatten som finns i jöklar, åar, floder och sjöar. Vattenrätt kan också vara fristående som till exempel fiskerätt eller rätt att ta vatten eller använda vattendrag eller sjö som mottagare av avloppsvatten. I vattenrätt inkluderas också rätten att nyttja vatten för simning, rätt att färdas med båt eller flotte, rätt till farled, rätt att anlägga brygga eller lägga ut boj. I  vattenrätt ingår också att dämma eller avleda vatten och sänka vattenytans nivå eller använda vatten för bevattning av åkrar eller andra odlingar.
I glest befolkade områden är rätten till vatten ofta inte problemfylld men ju fler människor och samhällen och stater som berörs desto större blir risken för konflikter.  Rent dricksvatten är i vissa delar av världen en bristvara och nyttjandet av vattenkällorna och kontrollen av dem får allt större social och ekonomisk betydelse. Särskilt problematiskt blir det när stora vattenresurser i form av floder flyter genom många länder och länder högre upp i systemet anses göra oproportionerligt stora uttag eller orsaka oacceptabel nedsmutsning.
Rätten till vatten är reglerad olika i olika legala system. I vissa system knyter man an till äganderätten. I andra system är äganderätten inte viktig utan rätten till vatten tillkommer i första hand den som först började använda vattnet. Senare användare får lägre status i hierarkin och den med tidigare rätt kan utöva sin rätt mot sådana som har sämre rätt det vill säga kom senare. Användarbaserade rättigheter kan säljas och föras över på andra som dock aldrig får mer omfattande rätt än överlåtaren.
I vattenrätt ingår dock inte vad som betecknas som havsrätt, som i allmänhet har internationell rättslig grund eller i allt fall är reglerat av en eller flera stater eller i Förenta nationernas havsrättskonvention.

## Internationella lösningar
Sverige och Finland har i lagen (2010:897) om gränsälvsöverenskommelse mellan Sverige och Finland, som trädde i kraft 2010-10-01 löst en del av sina problem.
Ett annat exempel på lösning om rätten till vatten i floden Mekong, som rinner genom Kambodja, Kina, Laos, Myanmar, Thailand och Vietnam kan man finna i en kommission som bildats.

## Förenta staterna
I USA finns det två olika system - beroende på i vilken delstat rätten ska utövas - för att bestämma rätten till vatten. Dels den rätt som "ärvts" från engelsk common law nämligen att rätten följer äganderätten till marken. Dels den rätt som bygger på den förste användarens rätt. I östra USA dominerar den förstnämnda rätten, i väst, som till exempel i Kalifornien, den sistnämnda.
Det finns dock viss federal lagstiftning som har fått genomslag och som hindrar delstatens rätt att begränsa kommersiellt nyttjande av farbara vatten (navigable waters) och som upprätthåller viss standard på vattenkvaliteten genom Clean Water Act.

## Finland
Största delen av Finlands vattenområden är samfällda områden, det vill säga de är i privatpersoners samägo. Gränserna för samfällda vattenområden följer inte de naturliga gränserna för vattendrag utan en och samma sjö kan omfatta flera samfällda områden. Samfällda vattenområden har uppstått bland annat när en till stranden gränsande lägenhet har avstyckats till mindre lägenheter och de nya lägenheterna har också fått andelar i vattenområdet. Ett samfällt vattenområde och anslutningen på dess strand kan ha olika delägare. Ägande och andelens storlek  antecknas på fastighetsregisterutdraget.
Delägarna till ett samfällt vattenområde bildar ett delägarlag. Samfällda områden kan sammanslås om delägarlagen så vill. På det sättet kan vattenområdets förvaltning och skötsel effektiviseras. Även ett vattenområde som hör till en privat fastighet kan anslutas till ett samfällt område.

## Sverige
Rätten till vatten bygger i hög grad på äganderätten till fastighet och därmed till det vatten som hör till fastigheten.
Samtidigt är användandet reglerat framför allt genom Miljöbalken.
Fastighetsägaren kan i sin tur upplåta en fristående rätt att ta eller nyttja vatten antingen genom avtal eller genom att upplåta servitut.
Den som avser att nyttja vattnet måste i allmänhet söka tillstånd.
En vattenverksamhet får bedrivas endast om dess fördelar från allmän och enskild synpunkt överväger kostnaderna samt skadorna och olägenheterna av den.
Om det enbart rör ett mindre vattenuttag från sjöar och vattendrag behöver man inte söka tillstånd. Då räcker det att anmäla sitt uttag till länsstyrelsen. En anmälan ger dock inte samma rättigheter som ett tillstånd.
Om det är uppenbart att inga allmänna eller enskilda intressen skadas så behöver man varken anmäla eller söka tillstånd. Men om man inte har tillstånd är man skyldig att bevisa att uttaget inte har inverkat på omgivningen, ifall någon annan påstår att en skada har uppstått. Man behöver heller inte ha något tillstånd för bevattning av den egna villaträdgården eller när man tar vatten till djur. Detta anses som husbehovsvatten.